# Антьош
Антьо́ш (Пертюи-д’Антьош; устар. Антиош, Пертюи д’Антиош; фр. Pertuis d’Antioche — буквально «Антиохийский шлюз») — залив (пролив) на западном побережье Бискайского залива Атлантического океана между французскими островами Иль-де-Ре и Олерон, с восточной стороны департамента Приморская Шаранта. Составная часть Баскского рейда, где состоялось легендарное сражение между французской эскадрой адмирала Захарии Альмана и британской адмирала Джеймса Гамбье.
Во время наполеоновских войн пролив был укреплен; главной его цитаделью должен был стать Форт Боярд, который однако удалось достроить только к середине девятнадцатого века. После поражения при Ватерлоо, Наполеон пытался бежать в Соединённые Штаты Америки минуя Пертюи д’Антьош, но решил сдаться из-за блокады пролива английским флотом и был отправлен в ссылку на остров Святой Елены.
Во время Второй мировой войны фашисты оккупировали побережье и создали там мощную систему обороны. Они также создали большую базу подводных лодок Кригсмарине в Ла-Рошель, которая даже после высадки союзников и открытия второго фронта в Европе оставалась очагом сопротивления вермахта, который капитулировал только в самом конце войны в 1945 году.